# NGC 7063
NGC 7063 è un piccolo ammasso aperto visibile nella costellazione del Cigno.

## Osservazione

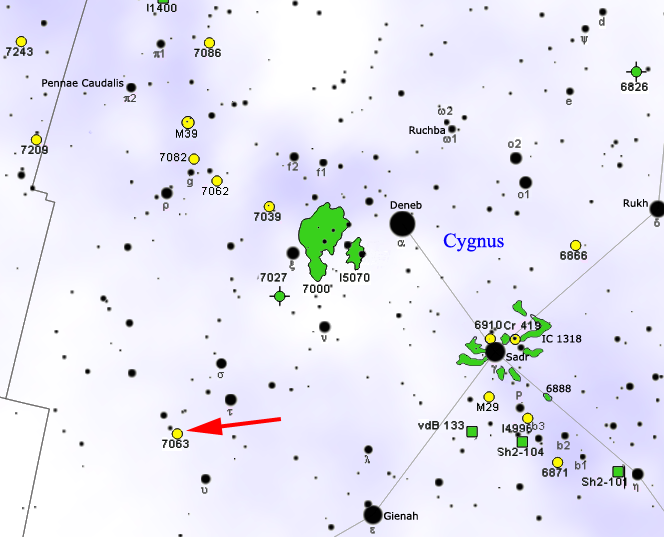
Mappa per individuare NGC 7063.

È un piccolo oggetto, visibile 2 gradi a SE della stella τ Cygni, sul bordo della scia luminosa della Via Lattea; le sue componenti principali, di magnitudine 9, sono visibili anche con un binocolo 10x50, mentre quasi tutte le restanti si mostrano in telescopi da almeno 80mm di apertura. Con strumenti più grandi l'ammasso è pienamente risolto, ma ingrandimenti molto spinti non ne permettono una buona visibilità. Le stelle più luminose dell'ammasso sono in prevalenza azzurre e biancastre e presentano una bassa concentrazione, confondendosi parzialmente con le stelle di fondo.
La declinazione moderatamente settentrionale di quest'ammasso favorisce notevolmente gli osservatori dell'emisfero nord; dalle regioni boreali si presenta estremamente alto nel cielo nelle notti d'estate, mentre dall'emisfero australe resta in genere piuttosto basso, nonostante sia comunque osservabile da praticamente tutte le aree popolate della Terra. Il periodo migliore per la sua osservazione nel cielo serale è quello compreso fra giugno e novembre.

## Storia delle osservazioni
NGC 7063 venne individuato per la prima volta da John Herschel nel 1828, attraverso il telescopio riflettore da 18,7 pollici appartenuto a suo padre William; egli lo inserì nel General Catalogue of Nebulae and Clusters col numero 2117.

## Caratteristiche
NGC 7063 è un piccolo ammasso situato alla distanza di circa 689 parsec (2250 anni luce), nella medesima regione galattica del Braccio di Orione in cui si trovano i grandi complessi nebulosi della Fenditura del Cigno, anche se a una latitudine galattica più elevata. La sua età è stata stimata attorno ai 95-125 milioni di anni, non molto diversa da quella delle Pleiadi.
Gran parte delle sue componenti sono molto deboli e di piccola massa; studi che hanno preso in esame il moto proprio delle stelle della regione circostante l'ammasso hanno permesso di individuare 209 componenti con una probabilità di appartenenza di almeno l'80%. Altri studi, basati sulla fotometria, hanno invece permesso di individuare fra le sue componenti almeno 7 possibili nane bianche.